# Bomba criogênica
Bomba criogênica é um tipo de bomba de vácuo (bomba de captura) na qual os gases ou vapores são “congelados” em uma superfície muito fria (da ordem de 10 K).
Bombas criogênicas são projetadas para operar em condições de fluxo molecular, portanto necessitam que a pressão inicial seja da ordem de 10-3 mbar. Isso é necessário para evitar a formação de uma camada relativamente espessa de gás acumulado na superfície fria. Como esta camada possui uma condutividade térmica baixa, a bomba perderia eficiência .
As bombas criogênicas são consideradas “limpas”, pois não contém nenhum tipo de óleo em seu interior. A pressão final deste tipo de bomba é da ordem de 10-10 mbar .

## História
O desenvolvimento das bombas criogênicas ocorreu em paralelo com os avanços feitos na liquefação dos gases (nitrogênio 77,3 K (1874); hidrogênio 20,4 K (1898); hélio 4,2 K (1908)). Logo foi observado que era possível produzir vácuo usando-se carvão ativado mantido a estas temperaturas criogênicas.
Porém as primeiras aplicações em larga escala do criobombeamento ocorreram em função dos primeiros projetos espaciais em 1950.
O próximo grande passo ocorreu com o desenvolvimento dos refrigeradores regenerativos por Gifford e McMahon em 1960 .

## Funcionamento
Na bomba criogênica as moléculas de gás são capturadas por condensação ou por adsorção, em superfícies mantidas a uma temperatura muito baixa.
Nas primeiras bombas usava-se nitrogênio líquido (77 K) ou hélio líquido (4,2 K) para refrigerar as superfícies. Atualmente usam-se refrigeradores especiais para a obtenção das baixas temperaturas .
A condensação dos gases numa superfície, a uma determinada temperatura, depende da pressão de vapor destes gases. Dessa forma, para os propósitos da criocondensação, podemos dividir os gases em três grupos  :
1. aqueles como a água e hidrocarbonetos pesados com pressão de vapor negligível a temperaturas de 100 K;
2. aqueles como nitrogênio, oxigênio e CO2, que condensam em temperaturas da ordem de 10-20 K;
3. e um terceiro grupo como o hélio, hidrogênio e neônio que se condensam a temperaturas inferiores a 10 K.

O esquema de uma bomba criogênica é apresentado na figura 1:

Figura 1: Esquema de uma bomba criogênica (vide texto).

Um refrigerador (1) retira o calor, mantendo o primeiro estágio (2) (um bloco de cobre maciço) na temperatura de 60-80 K, e um segundo estágio (3) na temperatura de 10-15 K.
Preso e resfriado por (2), encontra-se a blindagem térmica (4), feita de cobre, também em contato térmico com a estrutura anular (5).
A estrutura anular (5), permite que o gás entre, mas impede que radiação térmica incida diretamente sobre no estágio interno da bomba ligado a (3).
A parte externa da blindagem (4) é refletiva, de forma a desviar a radiação térmica ambiente, e a parte interna é preta, para absorver a radiação que passa pela entrada (5), impedindo-a de atingir o estágio interno (3).
A estrutura (5) e a blindagem (4), que encontram-se a 60-80 K, funcionam como uma bomba para os gases do primeiro grupo.
O estágio interno (3), que encontra-se a 10-15 K, é responsável pelo aprisionamento dos gases do segundo grupo.
Preso ao estágio interno (3), encontra-se uma peça semelhante a um copo invertido (feita de cobre), dentro da qual encontram-se grãos de carvão ativado. O carvão ativado (também em 10-15 K) é responsável por aprisionar os gases do terceiro grupo, não por condensação, mas pelo efeito de sorção .
O refrigerador (1) utiliza o ciclo Gifford-McMahon, que envolve o uso de compressão e expansão de hélio, além do uso de um pistão mecânico acionado por um motor elétrico.